# 奧貝利斯克山
奧貝利斯克山（英語：Obelisk Mountain）是南極洲的山峰，位於維多利亞地，屬於阿斯加德山脈的一部分，海拔高度約2,200米，由英國探險隊命名，現時由南極條約體系管理。